# Žagarė
Žagarė ( escoltar (?·pàg.) és una ciutat situada al districte municipal de Joniškis, al nord de Lituània, prop de la frontera amb Letònia. Té una població del voltant de 2.000 habitants.

## Nom
El nom de Žagarė deriva possiblement de la paraula lituana žagaras, que significa «branca». Això és a causa dels boscos que originàriament envoltaven la ciutat. Els exònims inclouen:
- letó: Zagare
- polonès: Żagory
- ídix: Zhagar זשאַגאַר[1]

## Història
La fundació de Žagarė data del segle xii. Va ser un important centre de guerrers de Zemgale que van lluitar contra els Germans Livonians de l'Espasa i l'Orde Livonià. Durant molt de temps va tenir una població jueva que va contribuir a la seva cultura. Yisrael Salanter (1810-1883), el pare del segle xix del moviment de Musar del judaisme ortodox, va néixer allà. Isaak Kikoin (1908-1984), un reconegut físic soviètic, hi va néixer.
Durant la Segona Guerra Mundial i l'ocupació alemanya, els alemanys hi van establir un gueto jueu, per mantenir els jueus del gueto de Šiauliai.